# Storesten
Der Storesten war eine megalithische Grabanlage der jungsteinzeitlichen Nordgruppe der Trichterbecherkultur im Kirchspiel Snostrup in der dänischen Kommune Frederikssund. Er wurde im 19. Jahrhundert zerstört.

## Lage
Das Grab lag etwas nordöstlich von Store Rørbæk auf einem Feld. Nur wenige Meter südwestlich lag das ebenfalls zerstörte Großsteingrab Klingredysserne In der näheren Umgebung gibt bzw. gab es zahlreiche weitere megalithische Grabanlagen.

## Forschungsgeschichte
1841 wurden Funde aus dem Grab geborgen; wenig später dürfte es abgetragen worden sein. Im Jahr 1875 führten Mitarbeiter des Dänischen Nationalmuseums eine Dokumentation der Fundstelle durch. Zu dieser Zeit waren keine baulichen Überreste mehr auszumachen.

## Beschreibung

### Architektur
Die Anlage besaß eine Hügelschüttung unbekannter Form und Größe. Über eine mögliche steinerne Umfassung ist nichts bekannt. Die Grabkammer ist als Ganggrab anzusprechen. Sie hatte eine Länge von etwa 5 m, eine Breite von 2 m und eine Höhe von 1,6 m. Der Kammer war ein Gang mit einer Länge von etwa 4,3 m und einer Breite von 0,6 m vorgelagert. Zur Orientierung der Kammer liegen keine Angaben vor.

### Funde
1841 wurden aus dem Grab sieben oder acht Beile und Dolche aus Feuerstein, verwitterter Bernstein, ein Bronzefragment und eine bodenlose Urne geborgen. Die Funde wurden vom Dänischen Nationalmuseum registriert, sind aber heute verschollen.